# Обыкновенный краб-стригун
Обыкновенный краб-стригун, или краб-стригун опилио (лат. Chionoecetes opilio) — вид ракообразных, обитающий в Чукотском, Беринговом, Карском и Охотском морях, а также от арктического побережья Канады до Британской Колумбии и от Гренландии до Портленда, как правило, на глубинах от 7 до 100 метров. Весной подходит к берегам для продолжения рода.
Питается различными мелкими моллюсками и ракообразными. Ширина панциря до 15 см. Самцы почти вдвое крупнее самок.
В последние годы стал в массовом количестве встречаться в восточной части Баренцева моря и в Карском море.